# Переправа через Стикс (картина Патинира)
«Переправа через Стикс» (исп. El paso de la laguna Estigia) — картина фламандского живописца Иоахима Патинира, написанная в 1520—1524 годах. Картина находится в музее Прадо в Мадриде.

## Описание
На фоне удивительного пейзажа человеческая душа осуществляет свой последний путь. В работе, датируемой не ранее 1636 года, и скорее всего, приобретённой испанским королём Филиппом II, христианские и мифологические метафоры соединены в нравоучительных целях, что связывает её с гуманистическими традициями эпохи Северного Возрождения.
Патинир использовал композицию Weltlandschaft («мировой пейзаж») с типичной для его работ трёхцветной схемой пространственных планов: от коричневого на переднем плане к голубовато-зеленому и бледно-голубому на дальнем плане. Этот формат обеспечивает вид на обширный ландшафт с высоты птичьего полета. Кроме того, в картине цвет используется для наглядных представлений рая и ада, добра и зла.
На лодке изображены Харон — паромщик реки Стикс, переправляющий мёртвых в Аид — и душа, которой надлежит выбрать берег Рая или берег Ада. Райский берег, слева, — труднопроходимый, болотистый и скалистый. Ангел указывает на Эдем, где бьёт Источник Жизни и гуляют праведники. Павлины и вороны олицетворяют Воскрешение и Искупление. Другой берег изображён на вид приятнее, с плодовитыми деревьями и птицами, но это впечатление обманчиво, как подсказывает маленькая обезьянка — символ обмана. У подножия крепостной башни расположился Цербер — трёхглавый пёс, охраняющий вход в подземное царство, а на вершине башни грешников ждут первые муки. На дальнем плане пейзаж тонет в дыму и в огне. Душа, очевидно, сделала неверный выбор, и перевозчик поворачивает не к тому берегу.